# Steve Bull
Stephen George Bull (ur. 28 marca 1965 w Tipton) – angielski piłkarz, reprezentant kraju grający na pozycji napastnika.

## Kariera klubowa
Bull przygodę z piłką rozpoczął w 1981 w młodzieżowych zespołach Tipton Town. W pierwszym zespole tej drużyny zadebiutował w sezonie 1984/85. Łącznie w 20 meczach dla Tipton strzelił 17 bramek, czym zwrócił uwagę lepszych zespołów. W 1985 dołączył do West Bromwich Albion. 
Rok później został zawodnikiem Wolverhampton Wanderers. W klubie tym spędził trzynaście lat i w 474 spotkaniach strzelił dla tej drużyny aż 250 bramek, co czyni go najlepszym strzelcem w historii drużyny Wilków. Pomógł drużynie w zwycięstwie w Division Three w sezonie 1988/89 (król strzelców z 37 bramkami) oraz Division Four w sezonie 1987/88 (król strzelców w 34 bramkami). W 2000 dołączył jako grający trener do Hereford United. Definitywne rozstanie z piłką nastąpiło w 2004 w zespole Pelsall Villa. 
| Sezon   | Klub                    | Kraj   | Rozgrywki                       | Mecze | Bramki |
| ------- | ----------------------- | ------ | ------------------------------- | ----- | ------ |
| 1984/85 | Tipton Town             | Anglia |                                 | 20    | 17     |
| 1985/86 | West Bromwich Albion    | Anglia | Football League First Division  | 1     | 0      |
| 1986/87 | West Bromwich Albion    | Anglia | Football League Second Division | 3     | 2      |
| 1986/87 | Wolverhampton Wanderers | Anglia | Football League Fourth Division | 30    | 15     |
| 1987/88 | Wolverhampton Wanderers | Anglia | Football League Fourth Division | 44    | 34     |
| 1988/89 | Wolverhampton Wanderers | Anglia | Football League Third Division  | 45    | 37     |
| 1989/90 | Wolverhampton Wanderers | Anglia | Football League Second Division | 42    | 24     |
| 1990/91 | Wolverhampton Wanderers | Anglia | Football League Second Division | 43    | 26     |
| 1991/92 | Wolverhampton Wanderers | Anglia | Football League Second Division | 43    | 20     |
| 1992/93 | Wolverhampton Wanderers | Anglia | Football League Second Division | 36    | 16     |
| 1993/94 | Wolverhampton Wanderers | Anglia | Football League Second Division | 27    | 14     |
| 1994/95 | Wolverhampton Wanderers | Anglia | Football League Second Division | 31    | 16     |
| 1995/96 | Wolverhampton Wanderers | Anglia | Football League Second Division | 44    | 15     |
| 1996/97 | Wolverhampton Wanderers | Anglia | Football League Second Division | 43    | 23     |
| 1997/98 | Wolverhampton Wanderers | Anglia | Football League Second Division | 31    | 7      |
| 1998/99 | Wolverhampton Wanderers | Anglia | Football League Second Division | 15    | 3      |
| 2000/01 | Hereford United         | Anglia | National League                 | 6     | 2      |

## Kariera reprezentacyjna
Bull karierę reprezentacyjną rozpoczął 27 maja 1989 w spotkaniu przeciwko Szkocji, wygranym 2:0. Bull strzelił w debiucie bramkę. 
Rok później pojechał na Mundial 1990 do Włoch. Podczas mistrzostw zagrał w czterech spotkaniach z Irlandią, Holandią, Egiptem i Belgią. Anglia ten turniej zakończyła na 4. miejscu. 
Ostatni mecz w reprezentacji rozegrał przeciwko Polsce na Wembley 17 października 1990. Mecz zakończył się zwycięstwem Anglików 2:0.
Łącznie Bull w latach 1989–1990 zagrał w 13 spotkaniach reprezentacji Anglii, w których strzelił 4 bramki.
| Mecze i gole w reprezentacji | Mecze i gole w reprezentacji | Mecze i gole w reprezentacji | Mecze i gole w reprezentacji | Mecze i gole w reprezentacji | Mecze i gole w reprezentacji | Mecze i gole w reprezentacji |
| #                            | Data                         | Miasto                       | Przeciwnik                   | Gol                          | Wynik                        | Rozgrywki                    |
| ---------------------------- | ---------------------------- | ---------------------------- | ---------------------------- | ---------------------------- | ---------------------------- | ---------------------------- |
| 1.                           | 27.05.1989                   | Glasgow                      | Szkocja                      | Gol                          | 2:0                          | towarzyski                   |
| 2.                           | 07.06.1989                   | Kopenhaga                    | Dania                        |                              | 1:1                          | towarzyski                   |
| 3.                           | 13.12.1989                   | Londyn                       | Jugosławia                   |                              | 2:1                          | towarzyski                   |
| 4.                           | 25.04.1990                   | Londyn                       | Czechosłowacja               | Gol · Gol                    | 4:2                          | towarzyski                   |
| 5.                           | 15.05.1990                   | Londyn                       | Dania                        |                              | 1:0                          | towarzyski                   |
| 6.                           | 22.05.1990                   | Londyn                       | Urugwaj                      |                              | 1:2                          | towarzyski                   |
| 7.                           | 02.06.1990                   | Tunis                        | Tunezja                      | Gol                          | 1:1                          | towarzyski                   |
| 8.                           | 11.06.1990                   | Cagliari                     | Irlandia                     |                              | 1:1                          | MŚ 1990                      |
| 9.                           | 16.06.1990                   | Cagliari                     | Holandia                     |                              | 0:0                          | MŚ 1990                      |
| 10.                          | 21.06.1990                   | Cagliari                     | Egipt                        |                              | 1:0                          | MŚ 1990                      |
| 11.                          | 26.06.1990                   | Bolonia                      | Belgia                       |                              | 1:0                          | MŚ 1990                      |
| 12.                          | 12.09.1990                   | Londyn                       | Węgry                        |                              | 1:0                          | towarzyski                   |
| 13.                          | 17.10.1990                   | Londyn                       | Polska                       |                              | 2:0                          | El. ME 1992                  |

## Kariera trenerska
W 2000 był grającym trenerem drużyny Hereford United. Pracował z tą drużyną rok. W 2008 ponownie zasiadł na ławce trenerskiej jako manager drużyny Stafford Rangers. 

## Sukcesy
Wolverhampton Wanderers F.C.
- Mistrzostwo Division Three (1): 1988/89
- Mistrzostwo Division Four (1): 1987/88
- Król strzelców Division Three (1): 1988/89 (37 bramek)
- Król strzelcow Division Four (1): 1987/88 (34 bramki)